# 小行星6980
小行星6980（英語：6980 Kyusakamoto）是小行星带上的一颗小行星，1993年9月16日由圓舘金、渡边和郎在北海道北见市发现。
该小行星被命名为坂本九，而坂本九的代表歌曲《昂首向前走》作词者永六辅、演唱者坂本九及作曲者中村八大姓名中的6、9、8三个数字正包含在该小行星的编号中。